# Chiretolpis xanthomelas
Chiretolpis xanthomelas là một loài bướm đêm thuộc phân họ Arctiinae, họ Erebidae.